# 康寧祥
康寧祥（1938年11月16日—），臺北市萬華區人，中華民國政治人物、民主運動參與者。曾任臺北市議員、立法委員、國家安全會議秘書長。為台灣黨外運動要角，是自1970年代之後台灣新一代崛起的本土政治人物。康寧祥也是少數與蔣經國有過來往與交情的黨外政治人物之一。

## 早年經歷
康寧祥祖籍桃園縣大園鄉，父親康振福在十多歲時到臺北討生活，在日本人開的「藤田製果」當學徒，學成後自己開店，取名「福田製餅」，由於生意不錯，隨後大園康家的伯公、祖父、叔叔們也接著過來。:16住在堀江町。戰後康振福曾被國民黨吸收，當選過雙園區一屆區民代表。:30母親辛寶玉在二戰期間曾為艋舺後火車站地區婦女防護團的負責人，在日本投降那年（1945年）過世，留下康寧祥及兩個弟弟、兩個妹妹，和大他兩歲的養姐。:30康寧祥大舅舅在二戰期間曾被抓去南洋當軍伕，沒被美國砲彈打死，卻死在「祖國」的槍下，二二八事件發生後的清鄉，被蔣介石的部隊抓去馬場町新店溪旁槍斃。:31
康寧祥在雙園國小畢業後，由於沒考上臺北市的初中，到樹林中學就讀，曾受教於音樂家許石，也曾受教於郭衣洞（柏楊）。:32-33初中畢業後，由於沒考上高中，進入延平補校就讀，:34與郭國基之子郭蓋世成為同學，康寧祥與郭蓋世互有往來，也時常前往郭國基家，聽他分析以往奮鬥過程。1956年康寧祥延平補校高二時，適逢郭國基競選省議員連任，在臺北參選。康寧祥便為其助選發傳單，崛江町父老也動員為郭國基助選。:38-431957年大學聯考，康寧祥考上臺北法商學院（今國立臺北大學）。康寧祥為大學畢業須繳交畢業論文的最後一屆，其論文題目為《英國政府與政黨政治》，在大學四年間，康寧祥積極閱讀《自由中國》、《民主潮》、《時與潮》、《文星雜誌》等雜誌，以及吳濁流的《台灣文藝》。:44
大學畢業後，康寧祥於屏東空軍機場服預官役，在屏東機場管制中心任副管制長。:157期間繼母過世。:45退伍後，康寧祥曾參加電台播音員考試，到面試時未過，就待在家中製餅。期間康寧祥曾考上中油當加油站員工，月薪七百多。:46期間康寧祥曾離家租屋，又搬回汕頭街（現已與艋舺大道合併）老家，在祖父原先養豬的豬寮居住。市政府禁止市區養豬後，康寧祥一家遂棲身於八坪大的住屋，直到1975年搬出去。:46-47康寧祥在加油站工作了七年，最後在重慶北路百齡橋頭的小站擔任領班。雖然領班是工人在加油站最高的位子，然而還是要加油一輩子。職員的缺都由有黨政關係的佔走了，輪不到工字出頭。像康寧祥這種沒加入國民黨的基層工人要更上層樓，更是不可能。:47-48
在加油站工人時期，康寧祥一邊幫人加油，跟大家輪日、夜班。另方面也維持大學時代的閱讀習慣，除了閱讀《聯合報》駐日特派員司馬桑敦的日本政情分析外，《民主潮》、《時與潮》、《純文學》以及舊書攤找到的《自由中國》半月刊，也是每期閱讀。當時每個月康寧祥都會從重慶南路、西門町抱回一大堆書刊、雜誌。:48當時康寧祥與加油站同事聊天時，對於當時報紙報導「匪偽政權謀我席位再度被擊敗」的報導表示反論。康寧祥認為臺灣的局勢很快有大變化，中華民國退出聯合國是遲早的事，說不定兩三年就看得到。當時同事仍說「有影沒？你是不是書讀多了胡思亂想？」然而康寧祥向他們分析，中華民國如果聯合國席次保不住，國民黨就有麻煩了。外交上受到中共排擠，內政上統治正當性也會受到挑戰，同事們還是不太懂。當時康寧祥內心已經有參政的急迫感，只是等待時機。:48

## 市議員生涯
1967年，臺北市改制為直轄市。原有省轄市議會及新併入的六鄉鎮臺北縣議員一起組成臺北市臨時議會，任期兩年。1969年11月，臺北市舉行改制直轄市後的第一屆臺北市議員選舉，康寧祥所處的崛江町議員周得福，之前受到國民黨提名，本次卻礙於學歷要件不符，不能連任。林先陣等街坊鄰居主張應推新人參選，遂提議由口才好、又念過大學，也沒有加入國民黨的康寧祥角逐議員，認為可以延續陳益勝、張詩經之後的無黨籍香火。:48-49當時康寧祥的家人並不支持，其舅舅在二二八事件後被槍殺的陰影仍盤旋在腦海裡，最後其妻子同意康寧祥參選。1969年9月，康寧祥以無黨籍身分正式參選第五選區（龍山、雙園、古亭、中正），當時康寧祥的積蓄只有賣房子還貸款後的八萬五千元，同選區中除了國民黨的對手外，還有實力雄厚的兩位無黨籍候選人：城中區建築師吳玉盛以及古亭區高金殿。當時康寧祥以在舊報紙上書寫大字報、臺語四句聯的方式打開知名度。也受到加油站同事的弟弟、就讀台大哲學系的孫慶餘幫他助選:51-52當時曾在康家餅廠打過工的啞巴黃勇三，也找了群啞巴朋友幫康寧祥助選。然而康寧祥也受到傳單遭當局沒收、印刷店老闆遭警察帶走的事件。在公辦政見會上，康寧祥以傳單被沒收、發傳單的啞巴被抓、印傳單的老闆被警察抓走，國家大事半點機會也沒得講為演講題材，受到鄉親鼓勵。在於新公園音樂台舉行的第七場公辦政見會上，台下出現了無黨派的前輩郭雨新、黃玉嬌、李秋遠、黃信介，表示專程結伴要為他加油。成為康寧祥與他們的第一次見面。11月，康寧祥高票當選市議員，原先被看好的高金殿、吳玉盛反而落選。:55
當選後不久，康寧祥即幫黃信介助選國民黨政府遷台後首屆增額立法委員選舉，並幫忙其演講。:62當時臺北應選四席，據康寧祥回憶當時國民黨提名兩席、第三個本來提名板橋林家花園後代林宗賢，後來發現他牽扯到二二八事件就取消提名，改提《國語日報》社長洪炎秋，剩下一席黨外遇上黃信介與張詩經爭取。:64最後黃信介成功當選立法委員。
在市議員時期，康寧祥認識了曾任林獻堂秘書的葉榮鐘，透過葉榮鐘介紹認識日治時期的社會運動要角陳逢源、巫永福、黃得時等人。在康寧祥當上市議員後受特務監視時，王詩琅的書房也成了社會運動前輩與康寧祥傳授台灣史的地方。:76也曾得到《臺灣總督府警察沿革志第二篇》，由王詩琅譯成中文。:78-791969年，康寧祥受美國大使館二等秘書傅嵐（Jerry A.Flower）代表美國邀請訪美，然而申請護照卻遭到擱置半年。直到康寧祥受行政院副院長蔣經國召見，蔣經國問他「聽說你要到美國去？」康寧祥回答申請護照都沒下文，蔣經國命令國民黨組工會主任陳建中給他護照。三天後康寧祥就收到公務護照，由國民黨中央黨部專程派人送到他家。:80-811970年6月，康寧祥訪美。在美國新聞處安排下與柯爾·喬治見面，在華府與費正清見面，並在休士頓認識蔡斯將軍。:88-898月回臺。:90
市議員任內，康寧祥揭發了國民黨民眾服務站支用市政府預算。臺北市政府1972年預算中，各民眾服務站以「推行文化復興運動」、「加強社會教育改造國民生活運動」、「社會團體獎勵」等名義，從教育局預算支用了11,328,000元。以「一般民政」、「區里組織及訓練」等名義編列在民政局預算達163,200元。以「執行漲價歸公」名義在地政局支用1,922,000元，以稅務管理名義在財政局支用4,543,000元，以「勞工行政」、「機關團體補助」名義在社會局支用8,054,000元。總共國民黨市黨部一年在市府各局處就支用27,753,000元。:99
此外，當時一個非國民黨籍的公務員想當上科室的股長，或是一個非國民黨的國民小學教員，想要當教導主任。幾乎不可能。當時警政單位的主管，從最基層的派出所主管，不只百分百的國民黨籍，而且幾乎是外省人。當時臺北市65個派出所主管，只有3個是臺灣人。至於分局長，臺灣人一個也沒有。這種省籍歧視直到蔣經國卸任行政院長都未改善。:99

## 立法委員生涯

### 首屆立法委員時期
1972年，因應蔣經國內閣的「吹台青」政策，國民黨政府舉行增額立法委員選舉，臺北市分到五席立委名額。國民黨提名四席，包括軍方支持的李志鵬、上海幫生意人，也是明星花露水老闆周文璣、馬偕醫院董事長李東輝、受到新光吳家支持的丁守真，剩下一席則放出風聲要給國泰蔡家代表蔡萬財（後改名蔡萬才）。康寧祥於8月宣布參選，並說服原先不支持他的黃信介，推出其弟黃天福競選國大代表，成聯合競選。:109-110當時臺北市在五年前剛併入士林、北投、景美、木柵、內湖、南港，選區遼闊。康寧祥以臺灣人意識覺醒為政見主題，:111並抨擊國民黨限播臺語歌曲、臺語連續劇不准用臺語播出的歧視語言政策，:112-113也獲得民眾的支持。選前康寧祥更受到黑函攻擊，稱他因案準備退選。日後康寧祥獲前國民黨立委雷渝齊向他證實臺北市黨部有一特殊小組，專門針對康寧祥造謠、抹黑。:114-115最後康寧祥以第二高票當選立委，只輸給軍眷票支持的李志鵬，並擠下丁守真。1973年2月1日報到。由於康寧祥的口才與辯才是頗能吸引民眾的目光，而且康寧祥與資深立委梁肅戎、陳蒼正等人有都有不錯的交情。
在立法委員任內，康寧祥於1973年4月16日初試啼聲質詢行政院長蔣經國，針對違憲徵收的電話、電報臨時捐。:1311973年10月，對省縣自治提出法制化，未獲蔣經國回應。:132-134在1975年質詢時，康寧祥首度將台灣抗日運動史搬上國會殿堂，日後1975年康寧祥連任後，蔣經國曾數度邀請他到行政院辦公室茶敘，表示康寧祥質詢的台灣先民抗日運動史他聽都未聽過，聽得非常感動。:144-145並對國防預算及中央銀行內黑官氾濫提出質詢。:156-1611974年9月，康寧祥應邀二次訪美。:168在1974年的《時代雜誌》中，康寧祥被列入150名「全球未來領袖」之一。
1975年，康寧祥與黃信介、張俊宏等人合作出版《臺灣政論》雜誌，作為黨外運動的傳播工具。年底，《臺灣政論》遭到國民黨當局停刊。
1975年第二次增額立法委員選舉中，康寧祥角逐連任，適逢康寧祥父親在競選活動前一週過世，康寧祥忙著處理其後事，最後以吊車尾連任。:202當時蔣經國在立法院說過「支持現任立委連任」，因此對於無黨籍人士相對客氣，如康寧祥所在的臺北市選區、黃順興所在的臺灣省第三選區、許世賢所在的臺灣省第四選區，國民黨都採取不足額提名，在競選活動上不像過去發動媒體醜化黨外，或者任國民黨籍候選人大肆買票。:202當時國民黨臺北市黨部主委易勁秋曾兩度到康寧祥家中拜訪，第一次純粹禮貌性，第二次就問康寧祥「需不需要什麼幫忙？」康寧祥對他說「只要國民黨不要到萬華、龍山亂買票，我就感激不盡了！」。:202
有人認為由於康寧祥都主張「議會路線」而非「街頭路線」，所以都獲得連任。這是奇怪的說法，因為街頭路線要一直要到1980年代末期才真正出現，至於1979年美麗島雜誌社集團可以說才可能要開始走上街頭就全部被逮捕了，而1983年後的批康也只是為1980年代末的街頭路線作䁔身而已，街頭運動還沒有真正展開。換句話說說在1983年之前台灣根本沒有什麼街頭和議會路線的區别的。因此康以和街頭對比的議會路線而當選，是不知所云的看法。
1977年五項地方公職選舉（縣市長、縣市議員、臺灣省議員、臺北市議員、鄉鎮市長）中，國民黨受到空前挑戰。康寧祥受到曾參與中國民主黨組黨的齊世英、吳三連之託，與黃信介組成助選團，輔選黨外人士。康寧祥拜訪選省議員的蘇洪月嬌之夫蘇東啟、何春木及角逐省議員的張俊宏。在11月的巡迴助講間，為參選高雄縣長的黃友仁助選、以及雲林縣長及省議員的黃蔴及蘇洪月嬌、在宜蘭競選省議員的林義雄、參選三重市長的陳進炮站台。唯在趕路去臺南市時，發生預備的車子四個輪胎都遭故意破壞之事，因此來不及趕往臺南體育場為蘇南成及蔡介雄助講。:211-217最終黨外陣營一舉奪下空前的四席縣市長、21席省議員及臺北市議員六席。
受到1977年地方選舉的鼓舞，預定於1978年底舉行的中央民代（立委、監委、國大代表）吸引了許多無黨籍人士參選，如陳鼓應、陳婉真、王拓、劉峰松等人。10月6日，黃信介在王拓募款餐會中宣布成立「黨外助選團」。12月5日，「全國黨外候選人座談會」召開，康寧祥上台專題演講，對黨外運動提出深入的建議。:232-233然而當時黨外的聲勢浩大，也引起國民黨注意。在王昇主導下，國民黨政軍特成立「安基專案」，動員國家機器對付黨外。黃信介及康寧祥接受到誣陷，黃信介被指涉入余登發案的「通匪」；康寧祥則受到王昇對美國國務院中華民國科的費浩偉說「康寧祥是共產黨。」日後康寧祥受費浩偉提起這點。:234-23512月15日，美國與中華人民共和國簽署《中美建交公報》。同年12月16日，美國總統卡特宣自1979年1月1日起，承認中華人民共和國，《中美協防條約》（即《中美共同防禦條約》）亦於1979年12月31日終止。同日，時任總統蔣經國就美中建交發表聲明，指出美國背信毀約；強調絕不與中國共產黨談判。蔣經國並以動員戡亂時期臨時條款發布「緊急處分令」，宣布選舉延期舉行，「即日起，停止一切競選活動。」。當時，黨外人士如黃信介、許信良等人都提議組黨，但康寧祥認為時候未到，導致康寧祥與其他黨外領袖分道揚鑣。
1979年6月，當時擔任立法委員的康寧祥又出版《八十年代》雜誌，並擔任《八十年代》雜誌的發行人兼社長。
1979年12月10日的國際人權日在臺灣高雄市發生的美麗島事件，康寧祥並沒有參與。且康寧祥問政溫和，導致黨外新生代的不滿：美麗島事件發生後，艾琳達撰文〈反對運動總批判〉，以「革新保臺」與「革命保臺」兩種路線嚴厲批評康寧祥。
1980年的第三次增額立法委員選舉中，康寧祥角逐連任，當時社會氣氛普遍低迷，關心民主政治的學者、記者都很洩氣，然而康寧祥基於多年與國民黨搏鬥的經驗及對台灣社會的觀察，仍鼓舞「晚則五年，快則三年，黨外一定重新站起來。」:308。康寧祥鼓勵受刑人家屬及黨外僅剩的精英代表黨外參選，一方面拜訪當時國民黨省黨部主委宋時選，要求互設溝通管道。:308以「黨外候選人聯誼會」推薦候選人。康寧祥指出除了「延續黨外香火」外，亦有為美麗島事件翻案的意味。:309選舉結果「真黨外」推荐10席立委，當選六人，包括美麗島事件受刑人家屬許榮淑、黃天福，辯護律師召集者之一的張德銘，以及黃煌雄、黃余綉鸞和康寧祥。:310由於康寧祥還是主張「議會路線」而非「街頭路線」，所以仍獲得連任。
1982年6月，康寧祥受「北美洲臺灣人教授協會」之邀，與新當選的張德銘、黃煌雄，加上監委尤清，組成「四人行」的黨外訪問團訪問美國。:334-335首站抵達舊金山。當時國民黨政府恫嚇公職人員如果藉由赴美考察參加該年在休斯頓舉辦的「世界台灣同鄉會聯合會」（國民黨政府視其為臺獨組織）年會，政府將「依法處理」。面對在聖荷西臺灣同鄉提問是否參加，康寧祥以「如果休斯頓同鄉會邀請我們，阮四人願意承擔一切的風險應邀前往」。隔日7月3日，「黨外四人行」前往休斯頓。當時參加世台會第九屆年會的八百多名同鄉，則「移駕」聽取演講與對話。:341據世台會會長陳唐山回憶，康寧祥等人的演講安排為其安排，使世台會成員與其巧遇，讓島內黨外人士與台獨人士雙方有一次技巧性接觸。:64此行康寧祥等人更進一步與全美二十四個臺灣同鄉會發表共同聲明，主張「臺灣前途應由臺灣一千八百萬人共同決定」，為島內外反對勢力有進一步合作空間。:64「黨外四人行」在美國造成旋風，陸鏗在1982年8月15日出版的香港《百姓》雜誌〈台灣黨外『四大名旦』的訪美旋風〉給予評價「世界上的事，在必然中有偶然的因素，蔣經國和鄧小平都不會想到，在他們兩個對雷根的拔河賽中，攔腰殺出一個康寧祥。」:347

### 「批康運動」與落選
1982年5月，黨外雜誌《深根》批評康寧祥對黨外立委杯葛事件「放水」，開始了「批康運動」，包括邱義仁、李敖加入戰局。:361-364起因於1982年立委黃正安等人提案，要求警備總司令列席立法院報告業務，共二十五人登記發言，然而在僅二人發言後，大量國民黨立委就硬以表決方式否決提案，事後黨外人事開會決定以杯葛法案，國民黨在派出黨團書記長周慕文「懇談」，使康寧祥「陣前倒戈」。引起李敖發表〈放火的，不要變成放水的〉一文批評康寧祥放水。1982年8月，李敖發表〈戰鬪是檢驗黨外的唯一標準〉一文，批判康寧祥背叛選民。隨後在1983年康寧祥針對行政院長孫運璿要求取消《臨時條款》中，孫答以「充實」臨時條款，獲康寧祥贊同，再被批評「放水」。1983年9月，黨外編輯作家聯誼會（民進黨新潮流系前身）在各政論雜誌發起「批康運動」批判康寧祥。，導致康寧祥於1983年立法委員選舉中爭取連任失敗，落選。
康寧祥認為「批康運動」給了國民黨「順風推倒牆」全力拉下他的機會，在國民黨臺北市黨部主委關中主導下，提名大批被視為財團「金牛」的候選人參選立委，並動員社會網路及黨團組織，在康寧祥傳統票倉萬華、龍山、雙園、建成大肆買票。讓蔡辰洲、高忠信、洪文棟如入無人之境，賄聲賄影。終於讓康寧祥基層票源慘敗。選舉結果，四位黨外候選人（康寧祥、黃天福、江鵬堅、楊祖珺）的得票比1980年選舉立委選舉康寧祥和黃天福兩人的得票總和還少了三萬票。:371-372
1984年6月，康寧祥接受美國哥倫比亞大學邀請，赴美一年作訪問學者。並參加台灣同鄉會演講，也拜訪雷根在休士頓的競選總部，由於以往德州是民主黨天下，1984年總統選舉時竟由雷根勝過孟岱爾，因此康寧祥拜託美國國務院，接觸共和黨當地操盤者，了解當時共和黨對墨西哥裔社區的經營。其間康寧祥曾於1985年1月前往巴西，會見台獨運動參與者、政治犯鍾謙順。1985年3月，回到台灣。:373-384
1984年，「黨外公職人員公共政策研究會」（民進黨康系、前進系前身）成立，被視為針對黨外編聯會的抗衡性組織。康寧祥試圖化解「公政會」和「編聯會」的矛盾。:395-3961985年地方選舉（省市議員及縣市長選舉），「公政會」和「編聯會」合組「中央委員會」，派出黨外精銳參選，結果省議員推荐18席當選11席、臺北市議員推薦11席全數當選，宜蘭縣游錫堃、桃園縣黃玉嬌、新竹市莊姬美、屏東縣蘇貞昌、臺北市第三選區謝長廷都以最高票當選。選後康寧祥等人在費希平家開會，商討黨外組織化。:3981986年4月，康寧祥等人申請成立公政會「首都分會」，進一步組織化，陳水扁也宣布成立公政會「台北分會」。1986年5月17日，黨外公政會「首都分會」於臺北市濟南路成立。:401-4026月13日，公政會「首都分會」提出康寧祥與林正杰草擬「民主時間表」，要求1987年成立新黨、1988年解嚴行憲、1989年國會全面改選、1990年總統直選、1991年台海和平。:403

### 重回立院
1986年，康寧祥也參與民進黨創黨「工作小組」，為建黨十八人之一。1986年9月28日，民主進步黨成立，康寧祥成為黨員。
1986年底第五次增額立法委員選舉中，民進黨在台北市提名三席康寧祥、謝長廷、吳淑珍，當時吳淑珍因其夫婿陳水扁因案被關的悲情可以訴求，謝長廷則從黨外公政會到組黨，基層穩固。當時康寧祥有「批康」陰影，缺乏公職資源，選情一路不被看好。當時謝長廷的助選大將賁馨儀一度跑來找《八十年代》的編輯康文雄說「老康的聲勢很弱，我們謝議員說，要你們想想，有什麼地方可以幫忙？」康寧祥回應說「謝謝關心，叫他顧好自己就可以啦！」當時許多海外內學者擔心其選情，在報上連署呼籲選民保住他這一席，參與連署的學者包括外省籍的余英時、許倬雲、林毓生及諸多臺灣同鄉。:424甚至連成舍我都托齊世英交給他兩萬元，當時成舍我辦校力求節儉，連教職員申請補發原子筆，都要拿舊的筆芯去換新的筆芯。:427開票結果，康寧祥重新當選立法委員。唯選前被看好的謝長廷因票源遭「代夫出征」的吳淑珍吸走，意外落選。當時吳淑珍拿到臺北市第二高票。
1987年，籲請政府調查東崗慘案。
1987年秋天隨著民進黨首屆黨主席江鵬堅任期將滿，黨內有同志勸康寧祥出面，且認為勝算很高。唯最終康寧祥認為姚嘉文出馬可獲「編聯會」接受等因素，對外宣布支持姚嘉文。並邀費希平、蘇貞昌、游錫堃、傅正、黃華等人希望一起支持姚嘉文。:468-469
1987年年底，民進黨發起「1225國會全面改選運動」。在國民黨動員三萬人，25日當天在國父紀念館舉行「慶祝支持憲政團結大會」、與情治單位關係密切的「反共愛國聯盟」揚言反制下，民進黨中央決議全黨動員。12月25日向親臨臺北中山堂「行憲四十周年紀念大會」致詞的蔣經國示威。小組更決議每週二、五，在立法院四周進行「民主聖火」繞跑，為「1225」行動暖身。當時國民黨政府調集一萬五千名警力，以「雙衛管制」方式自12月25日在中山堂四周實施交通管制。動用警力之多、管制範圍之大，遠超過八年前對付美麗島雜誌社國際人權日的活動。:450-451在朝野對峙下，康寧祥出任現場指揮官。迫使國民黨溝通小組與民進黨黨主席姚嘉文、創黨主席江鵬堅、立院黨團召集人費希平「三人諮詢小組」見面，打破當時國民黨不承認民進黨的說法，形成首度「黨對黨」談判。:453-454
12月25日當天，臺北西門圓環湧進超過三萬人群眾，連臺北南下的自強號火車都被擋在武昌街口平交道一個多小時、新竹北上的平快車只能停靠萬華車站；中山堂內的國大議場中，總統蔣經國也首度遇到民進黨籍國代當面抗議，當國大秘書長何宜武代表蔣經國宣讀致詞時，十一位民進黨代表突然起立，高呼「國會全面改選」。康寧祥曾回憶「蔣經國處理中央民代老化問題，始終下不了決心，1972年我進入立法院就開始針對中央民意代表機構老化提出質詢，...後來許多黨外立委（或民進黨立委）也對此提出呼籲，只要蔣經國稍微聽進去，也就不必在臨終前十九天受辱。」:455
1989年10月24日，康寧祥在立委最後一次總質詢，發表〈開創和平、自由、安康而有公義的新時代〉告別質詢稿。:485-487建議政府應設置適當機構與對岸對等接觸；兩岸應簽定各種協定，以規範通郵、通電、通航與貿易等關係。:485
1990年野百合學運後，李登輝總統同意召開國是會議。康寧祥與黃信介、張俊宏、陳永興等人代表民進黨出任籌備委員，達成國會全面改選、反對國大現狀、現行總統選舉方法應改進等共識。:473-478

## 轉戰媒體
1989年，康寧祥宣佈不再連任立委。1989年6月，康寧祥創立《首都早報》，以「忠實傳達臺灣人民的心聲，一份真正屬於台灣社會的報紙」為標示，並以鄭欽仁、李永熾、李筱峰主持言論部，以每天一大版刊登宣揚臺灣意識以及本土文化的文章。:498頗有1975年《臺灣政論》的盛況。
然而《首都早報》創報時機正值報禁解除，新報紙此起彼落，大家競相搶奪《聯合報》、《中國時報》兩大報系長期壟斷的廣告，使發行資源、效果相當有限。:498此外《首都早報》有其他新報沒有的政治原罪：被國民黨及情治單位認為是獨派媒體，再三干擾刊登贊助廣告的企業主或贊助發行的公司行號訂戶，許多企業界老闆只敢暗中財務支持，不敢公開登廣告。甚至一些觀光飯店也受到警總壓力，而不敢訂閱給投宿旅客閱讀。由於資金不足，《首都早報》堅持了一年兩個月，於1990年8月27日停刊。:498
當時《首都早報》受到許多贊助及投資，包括大陸建設的殷之浩。他聽說康寧祥要辦報，就叫他女婿郭英聲（殷琪前夫）兩次送來巨資，並不收股票。成為出資最多的股東，連股票都不拿。後來報社關門，一毛錢都沒還他。:498

## 監察院監察委員生涯
1993年2月1日，監察院改制之後，康寧祥接受中華民國總統李登輝推薦而成為第二屆監察委員，1998年監委改為立委行使同意權後；康寧祥連任監委。直到2002年2月1日，獲總統陳水扁邀請入閣，出任國防部副部長。
在監委任內，康寧祥兩度出國考察軍購。第一次前往美國，拜會卡特政府時代的國防部長、時任CSIS董事長布朗，前往德州參觀生產F-16的洛克希德公司，並前往洛杉磯長堤美軍港口，參觀由國軍接收的諾克斯級巡防艦。:504-505
1993年12月底，康寧祥在監院國防及情報委員會召集人任內，針對尹清楓命案提案派由陳孟鈴委員調查。陳孟鈴於1994年10月提出調查報告，彈劾前海總武獲室主任姚能君、李崑材和前海總後勤署長鄭家財三人。並指出尹案調查的困境：尹清楓生前人際關係亟待調查、尹清楓生前所錄反蒐證錄音帶遭消磁滅證；以及涉嫌重大的軍火掮客汪傳浦、單亦誠逃亡未歸，證人涂鄭春菊又避重就輕，影響釐清案情。:528
康寧祥並追查拉法葉艦佣金案，發現以近最後追訴期，要求軍方向海軍跨海提告。並將五大箱佐證資料交給法務部「特調小組」召集人最高法院檢察署檢察長盧仁發，追查佣金流向。並配合駐瑞士代表王世榕追查，2005年11月8日，瑞士聯邦法院終於針對汪傳浦存放在瑞士46個帳戶而被查扣的存款駁回抗告，判決台灣勝訴。只要台灣提出證據，汪傳浦被查扣的存款就會匯回臺灣。2007年6月，瑞士當局命令相關銀行將汪傳浦等存放款中的美金3500萬先發回臺灣。2010年5月，國際商會仲裁法庭判決臺灣勝訴，Thales公司（前身為代表法國出售拉法葉艦給臺灣的湯姆笙公司）應給付臺灣違約金5.91億美元，另加附利息、律師費、仲裁費。2011年7月，海軍總司令函覆監察院，該軍已和Thales公司完成履行仲裁判決協議簽署，賠償額度約8.75億美元。:554-555
1994年，康寧祥提案糾正國防部縱容前空軍上校黑幼明的「旋轉門」，發現黑幼明在1984年至1991年間，從臺美的軍火交易中，收取美金九百六十多萬的佣金，軍方卻任由黑幼明上下其手。:506-507
1998年10月，第二次辜汪會談，康寧祥隨辜振甫團前往中國。然而到達北京時，中方卻臨時決定，江澤民不方便見他。最後康寧祥在海基會國際記者會上，發表〈給江澤民先生的建議公開談話〉，除書面資料外，並由隨團的蔡英文當場以英文翻譯給國際記者了解。:523
2001年，榮膺第一屆國立臺北大學傑出校友。

## 陳水扁政府時期
2002年，出任國防部副部長，2003年出任國家安全會議秘書長，於陳水扁總統時期曾任總統府資政。

## 選舉紀錄
| 年度 | 選舉屆數                     | 選舉區               | 所屬政黨   | 得票數    | 得票率 | 當選標記 | 備註 |
| ---- | ---------------------------- | -------------------- | ---------- | --------- | ------ | -------- | ---- |
| 1969 | 第一屆台北市議員選舉         | 台北市第二選舉區     | 無黨籍     | 7,799     | 5.68%  |          |      |
| 1972 | 第一屆立法委員第一次增額選舉 | 臺北市立法委員選舉區 | 無黨籍     | 83,085    | 16.71% |          |      |
| 1975 | 第一屆立法委員第二次增額選舉 | 臺北市立法委員選舉區 | 無黨籍     | 76,299    | 13.47% |          |      |
| 1980 | 第一屆立法委員第三次增額選舉 | 臺北市立法委員選舉區 | 無黨籍     | 76,059    | 10.25% |          |      |
| 1983 | 第一屆立法委員第四次增額選舉 | 臺北市立法委員選舉區 | 無黨籍     | 32,051    | 4.00%  |          |      |
| 1986 | 第一屆立法委員第五次增額選舉 | 臺北市立法委員選舉區 | 民主進步黨 | 134,839   | 14.76% |          |      |
| 1991 | 第二屆國民大會代表選舉       | 全國不分區選舉區     | 民主進步黨 | 2,036,271 | 23.3%  |          |      |

## 荣誉

### 中华民国勋章奖章
- 一等景星勋章（2004年5月19日于台北总统府颁授[8]）

## 其他
- 康寧祥在市議員時期爭取建設堀江町附近的萬華區辦公大樓（現雙園區圖書館分館）、開闢莒光路時，時任臺北市長高玉樹曾提醒他：「康仔，路我是可以開，不過你要想清楚，你們那邊住的是窮苦人家，或者外地人，路沒開，那些選票永遠是你的，路一開，就必須拆遷，原有的住家必須搬到別的地方，新搬進來的不見得會投你票」。對此康寧祥笑笑跟他說「沒想那麼多啦！你開就是了」[2]:102-103
- 1972年高玉樹轉任交通部長後，康寧祥曾私下問他政府有沒有在「電話監聽」，高玉樹表示：「怎麼沒有？」高玉樹說，電信總局有一個特殊的地方，專門監聽警總等特務單位交代的電話號碼，當時沒有無線電話，都是有線的，訊號必須在電信局的交換機上傳遞。監聽分A、B、C三級，C級是二十四小時掛在錄音帶上，等到需要時才調出通聯紀錄，以供查核，一般政府官員、民意代表屬於這類；B級是電話掛在錄音機上，二十四小時整理一次紀錄，這是針對「三合一敵人」（赤色分子、黨外分子、臺獨分子）等人士及列管的政府官員與外國人士；A級則是像時常針砭國民黨威權統治的重量級異議分子－如郭雨新這類二十四小時跟監的重點人士，只要他家電話一響，都會自動先接到電信局監聽單位，從哪裡打都一清二楚，日後康寧祥的住家及研究室都受到「A級待遇」。[2]:96
- 民間一般認為蔣經國與康寧祥有交情，然而根據黃清龍研究1979年以前蔣經國日記之紀錄。蔣經國在1975年4月6日記載：「余在立法院提出總預算報告，康寧祥提出挑撥政府與人民、臺籍與大陸籍同胞感情之質詢，用意惡毒，余以理直氣壯之態度答之，但由於激憤之情過盛，所以感到講話過於激動，有失一向保持的平和之道，事後頗為後悔，蓋小人之言，不必以如此之態度處之。」[9]:181；1978年4月10日日記中又記「內憂者在於國內少數野心家和卑鄙的敗類如康、黃、張、林之類，被共匪所利用從事破壞搗亂和打擊，余決以沉著堅定而對之。政治是不講情面的，絕不可上當。」顯示至少到1979年前，蔣經國不僅沒把康寧祥當掙友，恐怕還視為「三合一敵人」。[9]:182-183[10]
- 2021年7月4日，陳水扁訪問邱義仁時，表示他認為如果不是當年「批康」的發生，完成第一次政黨輪替的第一位臺灣總統不是陳水扁，而是康寧祥。[11]

## 家族
- 康寧祥之妻陳麗容，與前臺灣省議會議長劉炳偉是表姊弟。陳麗容的父親陳雙興是劉炳偉母親的大哥。在黨外氣氛最緊張的1970年代，劉家政治活動未受康寧祥因素干擾。劉炳偉之父劉順天還曾任康寧祥的助選員。[12]:258-259
- 康寧祥堂弟康水木曾擔任其助選員，後來擔任5屆台北市議員、民進黨臺北市黨部首屆主任委員。2000年總統選舉時，康水木以不願「A先生」當選為由退出民進黨、支持連戰，呼籲陳水扁支持者「棄連保扁」、不要兩雄相爭漁翁得利。[13][14]康水木之孫康家瑋曾任民進黨立委張宏陸辦公室助理，2022年九合一選舉以「康寧祥孫仔」名義競選民進黨台北市議員但落選，於世新大學任職前民進黨立委趙天麟的助教。

## 著作
- 康寧祥. . 臺灣政論雜誌社. 1975-01-01  [2025-02-11]. （原始内容存档于2025-05-06） （中文（臺灣））.
- 八十年代出版社. . 八十年代出版社. 1983-01-01 （中文）.
- 呂亞力; 康寧祥. . 自立晚報社. 1983-01-01  [2025-02-11]. （原始内容存档于2025-05-06） （中文（臺灣））.
- 康寧祥; 進峰. . 八十年代出版社. 1980-01-01 （中文（臺灣））.
- 康寧祥. . 長橋出版社. 1978-01-01 （中文（臺灣））.
- 康寧祥. . 八十年代出版社. 1983-01-01 （中文（臺灣））.
- . 八十年代出版社. 1983-01-01  [2025-02-11]. （原始内容存档于2021-11-06） （中文（臺灣））.
- 康寧祥. . 允晨文化. 2013-01-01. ISBN 9789865794088 （中文）.